# Kalbarri (Austrália Ocidental)
Kalbarri é uma cidade costeira na região Centro-Oeste localizada a 592 quilómetros ao norte de Perth, Austrália Ocidental. A cidade encontra-se na foz do rio Murchison e tem uma altitude de 6 m (20 ft). É conectado por transporte público a Perth através dos serviços de ônibus da Transwa N1 e N2.

## História
Kalbarri faz parte das terras tradicionais do povo Nanda, que foram reconhecidos como os proprietários tradicionais de mais de 17,000 km2 (6,600 sq mi) de terra e água na região de Yamatji, na Austrália Ocidental, em 28 de novembro de 2018. O povo Nanda recebeu direitos exclusivos de títulos nativos sobre várias áreas importantes, incluindo Paradise Flats, Bully, Wilgie Mia, Mooliabatanya e piscinas Siphon.
A história da serpente Beemarra é a história central dos sonhos do povo Nanda. A Beemarra é, segundo a cultura Nanda, um ser ancestral responsável pela criação da terra e das águas na região.
Kalbarri foi nomeado em homenagem a um homem aborígine da tribo Nanda e também é o nome de uma semente comestível.
Os primeiros europeus a visitar a área foram a tripulação do navio mercante Batavia, pertencente à Companhia Holandesa das Índias Orientais, que colocou dois tripulantes amotinados em terra perto de Bluff Point, ao sul da cidade. Os penhascos próximos à foz do rio receberam o nome de outro navio mercante, o Zuytdorp, que naufragou ali em 1712.
A área se tornou um popular ponto turístico e de pesca na década de 1940 e em 1948 o governo estadual declarou um município. Lotes logo foram pesquisados e a cidade foi declarada oficialmente em 1951.
Em abril de 2021, a cidade sofreu graves danos causados pelo ciclone tropical Seroja.

## Turismo
A cidade é voltada para o turismo e a pesca, com atrações como a alimentação diária de pelicanos, o Parque Nacional Kalbarri, o desfiladeiro do rio Murchison e o rio Murchison. Há dois barcos fretados para ver o rio Murchison. A cidade atrai 200.000 turistas todos os anos, com a população da cidade aumentando para 8.000 durante as temporadas de férias. A eletricidade para a cidade e os hotéis é fornecida por uma frágil linha de força de 33 kV da rede central. Para aumentar a estabilidade da rede , uma bateria de rede de 5 MW / 2 MWh é instalada.

O Parque Nacional Kalbarri é o lar de um fenómeno geográfico e geológico conhecido como Curva Z, um mirante turístico, e "Janela da Natureza", uma formação rochosa com vista para centenas de quilômetros do Rio Murchison. O Rainbow Jungle (The Australian Parrot Breeding Centre), localizado a poucos quilômetros ao sul do centro da cidade, apresenta centenas de espécies exóticas de pássaros em seu habitat nativo, além de uma gaiola que permite aos humanos interagir com os pássaros. Red Bluff e outros penhascos e formações costeiras estão localizados ao sul da cidade.

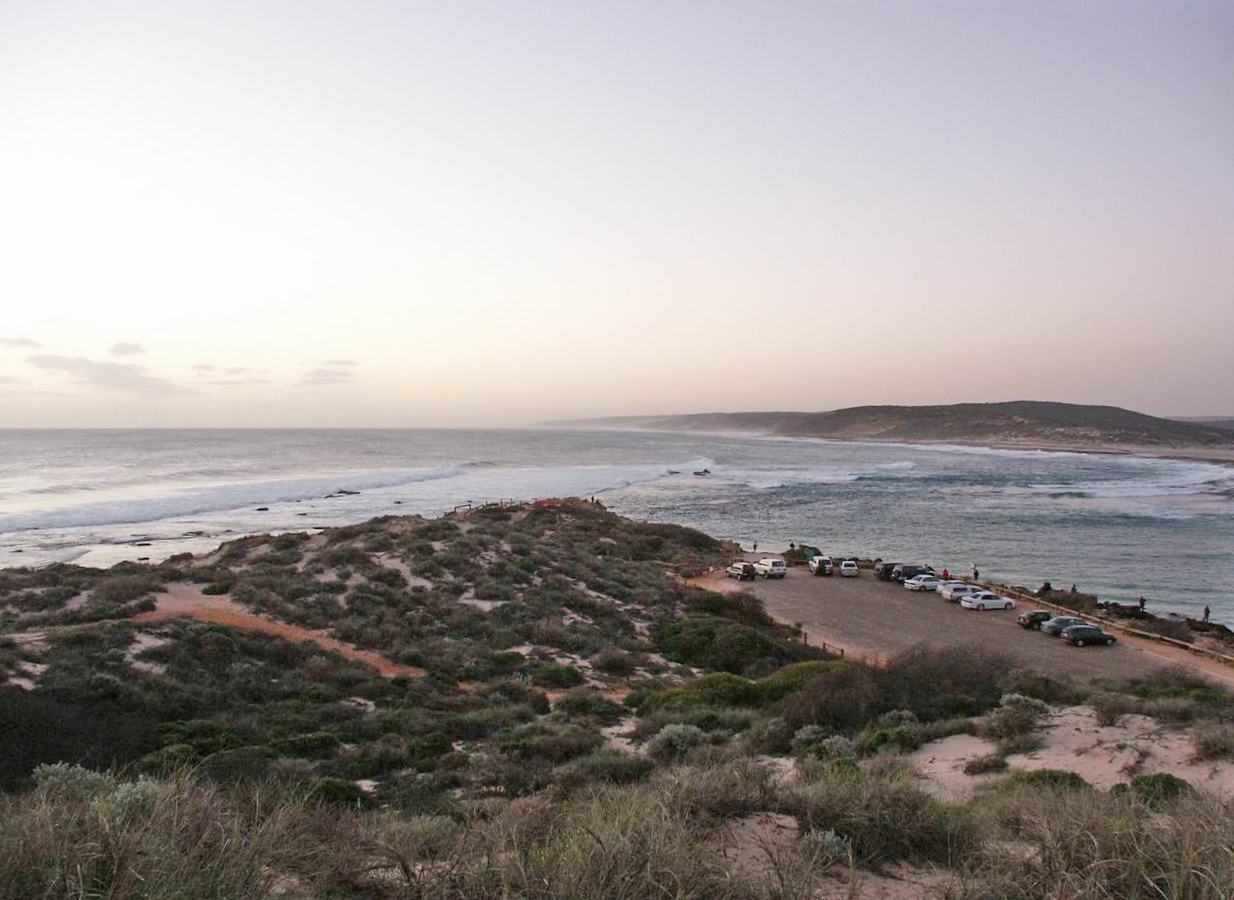
Foz do rio Murchison ao pôr do sol
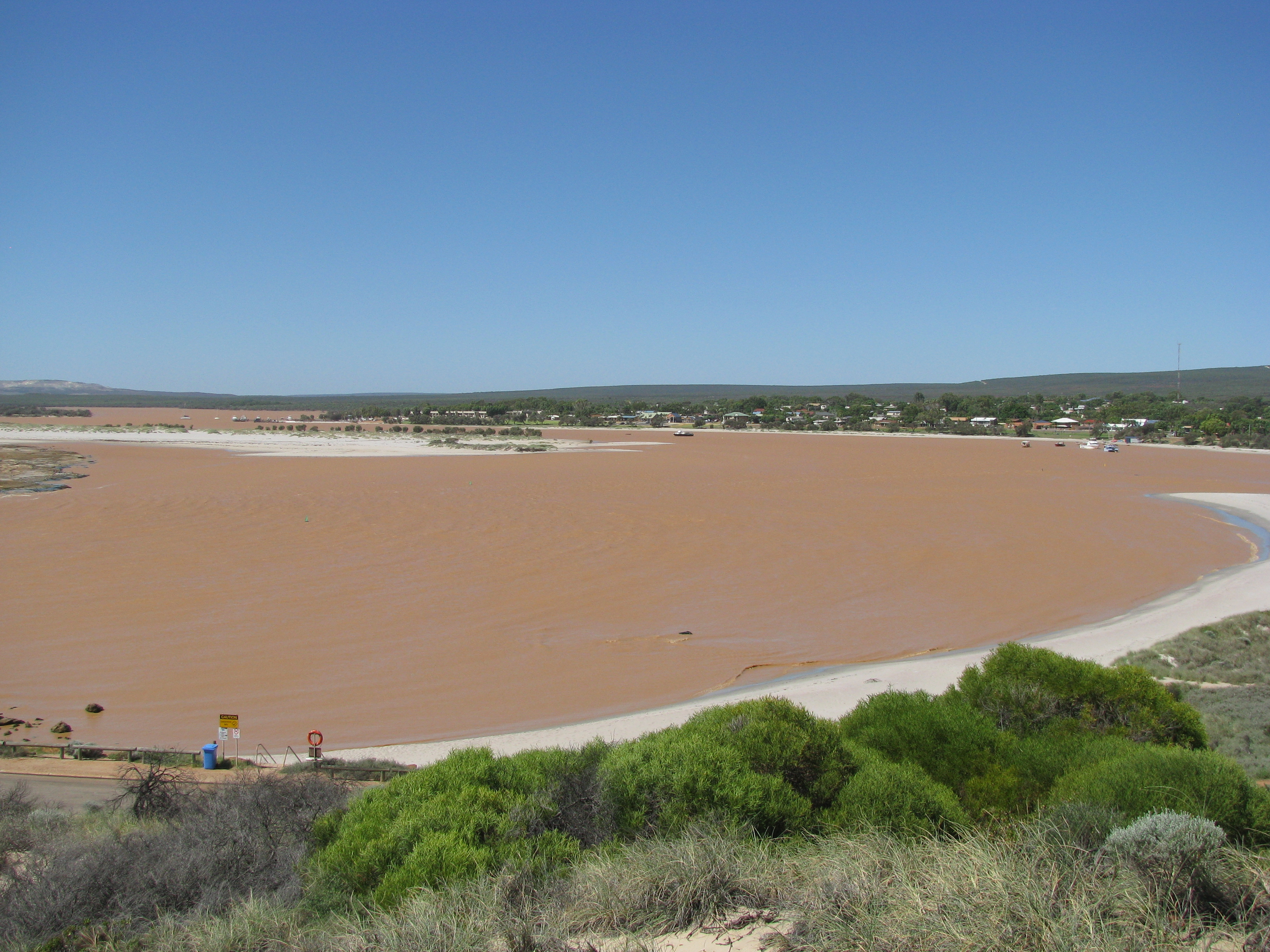
Rio Murchison após chuva forte

## Clima
Kalbarri fica na zona de clima mediterrâneo de verão quente (Köppen : Csa ), fazendo fronteira com a zona de clima semi-árido mais tropical ( BSh ). Os invernos são amenos com dias quentes e chuvas fortes ocasionais, enquanto os verões são quentes e secos com tempestades ocasionais ou mais raramente um ciclone tropical em decomposição. Em 11 de abril de 2021, a cidade foi atingida pelo ciclone Seroja de categoria 3, causando danos significativos e cortes generalizados de energia.
| Dados climáticos para Kalbarri | Dados climáticos para Kalbarri | Dados climáticos para Kalbarri | Dados climáticos para Kalbarri | Dados climáticos para Kalbarri | Dados climáticos para Kalbarri | Dados climáticos para Kalbarri | Dados climáticos para Kalbarri | Dados climáticos para Kalbarri | Dados climáticos para Kalbarri | Dados climáticos para Kalbarri | Dados climáticos para Kalbarri | Dados climáticos para Kalbarri | Dados climáticos para Kalbarri |
| Mês                            | Jan                            | Fev                            | Mar                            | Abr                            | Mai                            | Jun                            | Jul                            | Ago                            | Set                            | Out                            | Nov                            | Dez                            | Ano                            |
| ------------------------------ | ------------------------------ | ------------------------------ | ------------------------------ | ------------------------------ | ------------------------------ | ------------------------------ | ------------------------------ | ------------------------------ | ------------------------------ | ------------------------------ | ------------------------------ | ------------------------------ | ------------------------------ |
| Recorde alta °C (°F)           | 46.4 (115.5)                   | 46.3 (115.3)                   | 47.2 (117)                     | 39.5 (103.1)                   | 36.2 (97.2)                    | 30.9 (87.6)                    | 30.5 (86.9)                    | 32.9 (91.2)                    | 37.0 (98.6)                    | 41.2 (106.2)                   | 42.4 (108.3)                   | 44.0 (111.2)                   | 47.2 (117)                     |
| Média alta °C (°F)             | 33.2 (91.8)                    | 34.2 (93.6)                    | 32.6 (90.7)                    | 29.5 (85.1)                    | 26.0 (78.8)                    | 23.0 (73.4)                    | 21.8 (71.2)                    | 22.5 (72.5)                    | 24.0 (75.2)                    | 26.3 (79.3)                    | 28.3 (82.9)                    | 31.2 (88.2)                    | 27.72 (81.89)                  |
| Média baixa °C (°F)            | 19.6 (67.3)                    | 20.7 (69.3)                    | 19.2 (66.6)                    | 16.3 (61.3)                    | 13.2 (55.8)                    | 11.0 (51.8)                    | 9.7 (49.5)                     | 9.9 (49.8)                     | 10.8 (51.4)                    | 12.7 (54.9)                    | 15.0 (59)                      | 17.5 (63.5)                    | 14.63 (58.35)                  |
| Recorde baixa °C (°F)          | 10.9 (51.6)                    | 11.9 (53.4)                    | 10.0 (50)                      | 3.6 (38.5)                     | 3.7 (38.7)                     | 1.1 (34)                       | −1.3 (29.7)                    | −0.4 (31.3)                    | 1.9 (35.4)                     | 4.1 (39.4)                     | 6.7 (44.1)                     | 8.1 (46.6)                     | −1.3 (29.7)                    |
| Média precipitação mm (pol.)   | 5.5 (0.217)                    | 7.9 (0.311)                    | 12.6 (0.496)                   | 19.3 (0.76)                    | 54.3 (2.138)                   | 77.1 (3.035)                   | 70.5 (2.776)                   | 47.7 (1.878)                   | 23.9 (0.941)                   | 13.8 (0.543)                   | 6.8 (0.268)                    | 3.8 (0.15)                     | 343.6 (13.528)                 |
| Fonte:                         |                                |                                |                                |                                |                                |                                |                                |                                |                                |                                |                                |                                |                                |

## Na cultura popular
Kalbarri foi apresentado no final do filme Wolf Creek, quando o personagem Ben Mitchell ( Nathan Phillips ) foi levado de avião do aeroporto de Kalbarri para o hospital.
Na série de televisão Prison Break, o personagem James Whistler afirma ser originário de Kalbarri.